# Chen Bolin
Chen Wei Zhi (陳韋志), más conocido como Chen Bolin (陳柏霖), es un actor y modelo taiwanés.

## Biografía
Tiene una hermana mayor.
Estudió en la "Jinwen University of Science and Technology". 
Habla con fluidez mandarín, inglés y japonés.

## Carrera
En 2006 posó para el famoso fotógrafo de Singapur, Leslie Kee para el libro de fotos para caridad "Super Stars", el cual fue dedicado a las víctimas del desastre del tsunami asiático en 2004.
En el 2015 firmó con "BM+ Entertainment", para su incursión en la industria coreana.
En el 2016 se unió al elenco principal de la segunda temporada del popular programa We Are in Love donde participó junto a la actriz Song Ji-hyo quien fue su pareja, juntos son conocidos como "Orange Juice CP". El programa es la versión del programa coreano "We Got Married".
El 29 de abril del 2017 apareció como invitado en el programa de variedades Happy Camp junto a Jing Boran, Gulnazar, Lai Yumeng, Yang Youning, Jiang Shuying y Song Zu'er. Posteriormente apareció nuevamente en el programa el 25 de noviembre del mismo año, ahora junto a Leon Zhang, Jiang Chao, Sha Yi, Zhang Dada, Yang Shuo y Lin Yun.
El 26 de noviembre del 2018 se unió al elenco principal de la serie The King of Blaze donde interpretó al dios Zhong Tian, el dios del fuego, durante la primera temporada la cual se estableció durante la época antigua y la dinastía Tang, mientras que durante la segunda temporada establecida en la época actual y titulada The King of Blaze 2 dio vida a Lin Ye, un joven, ambicioso y talentoso director ejecutivo y científico que está enfocado en encontrar el viaje de regreso al santuario celestial, hasta el final de la serie el 22 de enero del 2019.
El 18 de noviembre del 2019 se unió al elenco principal de la serie Le Crocodile et Le Pluvian donde dio vida a Zhou Er'wen, hasta el final de la serie el 16 de diciembre del mismo año.

## Filmografía

### Series de televisión
| Año         | Título                                        | Personaje                   | Notas                |
| ----------- | --------------------------------------------- | --------------------------- | -------------------- |
| 2019        | Le Crocodile et Le Pluvian                    | Zhou Er'wen                 | 50 episodios         |
| 2018 - 2019 | The King of Blaze 2                           | Zhong Tian / Lin Ye         | 33 episodios         |
| 2018        | The King of Blaze                             | Zhong Tian                  | 28 episodios         |
| 2016        | Monster                                       | Michael Chang               | (aparición especial) |
| 2015        | Marry Me, or Not?                             | Lee Ta-Lun                  | episodio # 1.2       |
| 2011        | In Time with You                              | Li Da Ren                   | 13 episodios         |
| 2010        | Modern People                                 | Ling Jie                    |                      |
| 2009        | Marriage of Women with Different Blood Groups | Zhang Aidi                  |                      |
| 2007        | Tatta ichido no Yuki: Sapporo 1972            | Sun Taisheng / Sun Weizhong |                      |
| 2007        | Tokyo Tower                                   | Leo                         |                      |
| 2003        | Crystal Boys                                  | Joven en el Bar             | (cameo)              |
| 2002        | Speed Youth                                   | Bo Lin                      |                      |
| 1999        | Robbers and Angels                            | -                           |                      |

### Películas
| Año  | Título                    | Personaje                                | Notas                                                                                 |
| ---- | ------------------------- | ---------------------------------------- | ------------------------------------------------------------------------------------- |
| 2017 | The Dreaming Man          | Zheng Tianchou                           | junto a Leon Zhang, Lin Yun, Phil Chang y Paul Chun                                   |
| 2016 | Life Risking Romance      | Jason Chen                               | junto a Ha Ji-won, Chun Jung-myung, Kim Won-hae y Jo Byung-gyu                        |
| 2016 | Distance                  | Chen Mingde / Chen Zhibin / Gerente Chen |                                                                                       |
| 2015 | Surprise                  | Tang Sen                                 | junto a Bai Ke, Yang Zishan, Ma Tianyu, Liu Xunzimo, Mike Angelo y Qiao Renliang      |
| 2015 | Go Lala Go 2              | Chen Feng                                | junto a Ariel Lin, Vic Zhou, Lin Bohong, Nana, Vivian Wu y Michelle Chen              |
| 2015 | Bad Guys Always Die       | Qiang Zi                                 | junto a Son Ye-jin, Shin Hyun-joon, Qiao Zhenyu, Park Chul-min y Wi Ha-joon           |
| 2015 | 20 Once Again             | Tan Ziming                               | junto a Yang Zishan, Luhan, Wang Deshun, Zhao Lixin y Xing Zhaolin                    |
| 2014 | The Continent             | Jiang He                                 | junto a Feng Shaofeng, Wallace Chung, Wang Luodan y Yuan Quan                         |
| 2014 | Lock Me Up, Tie Him Down  | -                                        |                                                                                       |
| 2013 | Campus Confidential       | Wu Quanshun                              |                                                                                       |
| 2013 | Machi Action              | Iron Man                                 |                                                                                       |
| 2012 | CZ12                      | Wu Qing                                  | junto a Jackie Chan, Kwon Sang-woo, Liao Fan, Helen Yao, Zhang Lanxin y Jonathan Lee  |
| 2012 | Silent Code               | Yan Zhengyu                              |                                                                                       |
| 2011 | Lovesick                  | Lu Zhehan                                |                                                                                       |
| 2010 | Kung Fu Hip-Hop 2         | Le Tian                                  |                                                                                       |
| 2010 | Buddha Mountain           | Ding Bo                                  |                                                                                       |
| 2009 | L-O-V-E                   | Mesero                                   |                                                                                       |
| 2009 | Gasp                      | Li Xinhong                               |                                                                                       |
| 2009 | My Airhostess Roommate    | Liu Fei                                  |                                                                                       |
| 2009 | Snowfall in Taipei        | Xiao Mo                                  |                                                                                       |
| 2008 | Give Love                 | Yat-tong                                 |                                                                                       |
| 2008 | PK.COM.CN                 | Ji Yinchuan                              |                                                                                       |
| 2008 | Kung Fu Dunk              | Ding Wei                                 | junto a Jay Chou, Eric Tsang, Charlene Choi, Baron Chen, Will Liu y Kenneth Tsang     |
| 2006 | Kurai tokoro de machiawas | Akihiro Oishi                            |                                                                                       |
| 2006 | McDull, the Alumni        | Novio de Xiao Bailing                    |                                                                                       |
| 2006 | Silk                      | Shou Ren                                 |                                                                                       |
| 2006 | Tripping                  | Ah Ming / Hai Sheng                      |                                                                                       |
| 2006 | Sugar & spice: Fûmi zekka | Mike                                     |                                                                                       |
| 2005 | See Ghost 10              | Tak Zai                                  |                                                                                       |
| 2005 | About Love                | Yao                                      |                                                                                       |
| 2005 | Bug Me Not!               | Hyland                                   |                                                                                       |
| 2005 | A Chinese Tall Story      | Sun Wukong                               |                                                                                       |
| 2004 | Last Love First Love      | Ah De                                    |                                                                                       |
| 2004 | The Twins Effect II       | "Blockhead"                              | junto a Donnie Yen, Jaycee Chan, Charlene Choi, Fan Bingbing, Jackie Chan y Daniel Wu |
| 2004 | 20 30 40                  | Músico de Rock                           |                                                                                       |
| 2004 | Love of May               | Ah Lei                                   |                                                                                       |
| 2002 | Blue Gate Crossing        | Zhang Shihao                             |                                                                                       |

### Apariciones en programas
| Año              | Programa             | Notas                         |
| ---------------- | -------------------- | ----------------------------- |
| 2017, 2018, 2019 | Happy Camp           | 4 episodios - invitado        |
| 2017             | Divas Hit the Road 3 | miembro                       |
| 2016             | We Are in Love       | miembro - junto a Song Ji-hyo |
| 2015             | Infinite Challenge   | (ep. #509) - invitado         |
| 2015             | Go, Fighting!        | (ep. #1.08) - invitado        |

### Eventos
| Año  | Título                                  | Notas |
| ---- | --------------------------------------- | ----- |
| 2020 | Audemars Piguet Watch Launch Conference |       |

## Premios y nominaciones
| Año  | Categoría                                           | Premio                        | Serie / Película        | Resultado |
| ---- | --------------------------------------------------- | ----------------------------- | ----------------------- | --------- |
| 2013 | Outstanding Performance                             | 15th Chinese Film Media Award | Snowfall in Taipei      | Ganó      |
| 2012 | Best Performance by an Actor in a Television Series | 47th Golden Bell Award        | Wo ke neng bu hui ai ni | Ganó      |
| 2012 | Most Popular Actor (Hong Kong/Taiwan)               | 4th China TV Drama Award      | Wo ke neng bu hui ai ni | Ganó      |
| 2009 | Best Newcomer, Feature Film (junto a Wang Luodan)   | Angel Film Award              | My Airhostess Roommate  | Ganaron   |
| 2006 | Outstanding Taiwanese Filmmaker of the Year         | Golden Horse Award            | -                       | Nominado  |